# بنیاد علوم ذهنی

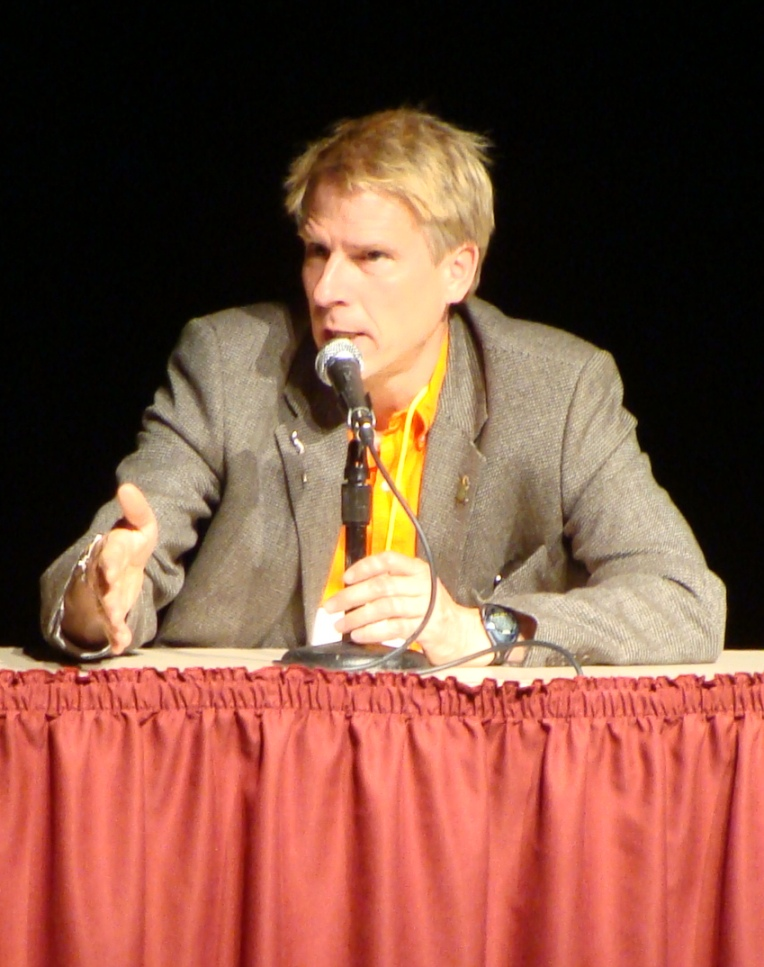
کریستف کخ یکی از پژوهشگرانیست که از این مؤسسه حمایت مالی گشته است. یکی از نتایج او در ژورنال نوروساینس به چاپ رسید.

بنیاد علوم ذهنی (به انگلیسی: Mind Science Foundation) نام یک موسسه پژوهشی است.
این مؤسسه بزرگ‌ترین حامی مالی تحقیقات علوم ذهنی و خودآگاهی در ایالات متحده آمریکا است.
این مؤسسه در سال ۱۹۵۸ تأسیس گردید و در سن آنتونیو قرار دارد.